# Serres-Sainte-Marie
Serres-Sainte-Marie település Franciaországban, Pyrénées-Atlantiques megyében. Lakosainak száma 601 fő (2022. január 1.). Serres-Sainte-Marie Artix, Casteide-Cami, Cescau, Doazon, Labastide-Monréjeau és Lacq községekkel határos.

## Népesség
A település népessége az elmúlt években az alábbi módon változott:
| Lakosok száma | 519  | 547  | 572  | 562  | 566  | 571  | 561  | 600  | 601  |
|               | 2013 | 2015 | 2016 | 2017 | 2018 | 2019 | 2020 | 2021 | 2022 |